# 池州市第二中学
池州市第二中学，又称池州市田家炳中学，简称池州二中，是一所位于中國安徽省池州市贵池区的完全中学，是池州市示范高中。始创于1976年，2008年改为现名。

## 历史
1976年2月1日，原“贵池县育红中学”在贵池县城市心街原酱园厂内成立，属于池州镇管辖。第一任校长、党支部书记为陈世华。当年，招初一4个班，高一2个班，共有学生300名。1977年夏季，“贵池县育红中学”更名为“贵池第二中学”，属于县教育局管辖，迁址于城南南湖路（今长江南路488号校址）。
1980年秋，原1978年8月建立的“贵池县城关中学”（位于孝肃街）并入第二中学。1995年9月，因安徽省教育厅实施“两基评估”，原1980年8月建立的“贵池市城西中学”（位于城西砖瓦厂）并入，城西中学原址重建贵池区特殊教育学校。2003年6月，升格为“池州市示范高中”；2008年12月30日，更名为“池州市第二中学”，2009年9月9日正式揭牌。